# 科学的実在論
科学的実在論（かがくてきじつざいろん、英: Scientific realism）とは、科学哲学におけるモノの存在に関する立場の一つ。「科学的なモデルの中に登場する電子や光子や波動関数といった対象は、実際に、そのような形で、存在しているのだ」とする考え方のこと。存在論上の立場の一つでもある。

## 科学的実在論の主要要素
科学的実在論には二つの基本的立場がある。第1は、理想的な科学理論にはどんな要素が必要かということに関わる（後述）。理想的な理論とは、科学を通じて形成することが目標になっている理論のことを指す。第2に、科学は将来的に理想的理論によく類似した理論を生み出すだろうと考えられており、実際にいくつかの領域においてはこの目標を実現してきたということである。ここで重要なのは、ある科学領域においては科学的実在論を奉じる人が、別の領域では実在論者でなくなるということがあり得るということである。例えば、物理学や化学、生物学については実在論者的態度をとる人が、経済学、心理学、社会学については実在論者でないことがある。
科学的実在論によれば、理想的な科学理論は以下の要素をもつ。
- 知覚できないものについて理論が行う主張は真であるか偽であるかどちらかであり、真偽いずれであるかを測る規準は、その理論で話題にされている実体が理論で言及されている通りの仕方で実在しているかどうかである。以上が科学的実在論の意味論的含意である。
- 科学理論によって記述されるものはたとえ知覚不可能であっても、心とは独立に客観的に実在している。以上が科学的実在論の形而上学的含意である。
- 知覚できないものについて理論が主張する要素の大部分は信じる理由がある。以上が科学的実在論の認識論的含意である。

第1と第2の主張を組み合わせると、真に実在している知覚不可能（観察不可能）な実体について、理想的な科学理論は正しく発言できることになる。第3の主張によれば、知覚不可能な実体について言われていることは正しいと信じる理由があることになる。
一般に科学的実在論は、科学が進歩すると考えている。すなわち科学理論は一般に継続的に改善されていくということである。このため多くの人々は、科学的実在論者とそうでない人々とを問わず、実在論者にとって科学の進歩とは、科学的実在論者が記述する理想的理論に向かって理論が順次改善されていくことだと考えている。

## 科学的実在論の歴史
科学的実在論は合理主義や実在論といった旧来の哲学的立場と関係があるが、基本的には20世紀になってから発達した科学についての主張である。したがって、ガッサンディやジョン・ロックにおける、それまでの「哲学用語としての科学的実在論」を含めて定義しようとすると誤解を招くことになりかねない。
大ざっぱに言えば、科学的実在論は論理実証主義への反発として発展してきた。論理実証主義は20世紀に登場した最初の科学哲学であり、科学的実在論の先駆とも言えるものである。論理実証主義の主張によれば、観察のための用語と理論に用いられる用語とはまったく異なるが、理論に用いられる用語については、観察に用いられる用語と論理的用語を用いて意味論的に分析することが可能であるという。
論理実証主義には以下のような問題が指摘されている。
- 意味を検証する理論の問題。この点はヘンペルなどによって批判されている[1]。
- 分析と総合がきちんと区別されていない。この点はクワインなどによって批判されている[2]。
- 観察の理論が冗長である。クーン[3]やクワイン[4]が批判。
- 語の観察から文の観察に移行することが難しい。パトナム[5]が批判。
- 観察と理論の区別が曖昧である。マクスウェル[6]による。

これら論理実証主義にかかわる問題への一つの解決策として科学的実在論が登場し、実在論を科学哲学として発展させることを促した。
実在論は実証主義に代わって科学哲学上の支配的な考え方になっている。ファン・フラーセンは実在論に対する代替案として構成的経験論を提起した。ファン・フラーセンへの応答を通じて実在論は発展し、科学的実在論の主張のいくつかを修正していった。

## 科学的実在論への批判
科学的実在論の要点の一つは、自然科学の知識は漸進的に進歩しており、ある現象が起こると予言することが可能であるということである。多くの実在論者は、理論が操作主義的にうまくできていれば、知覚的に検証しにくい理論要素でもその実在を信じる理由があると考えている。例えば、原子が実在することを前提にした全ての理論が現象論的に顕著な成功を収めているということが、原子の存在論的な実在を裏付ける証拠として用いられていると科学的実在論者は指摘している。
科学的実在論の擁護はしばしば仮説発見的推論(en:abductive reasoning)すなわち可能な説明のうち最良の説明を採用するという推論法を用いる。科学理論は様々な現象を予測したり説明したりすることに成功しているのであり、したがって我々の科学理論は、少なくとも最良の科学理論について言えば、世界を正しく記述できているか、または近似的な記述に成功している、と科学的実在論は推論するのである。
反対に、実在論に反対する有力な議論の一つは悲観主義的帰納(en:pessimistic induction)と呼ばれる立場である。この立場によれば、科学史を見てみれば、かつて経験的に正しいとみなされていた理論でも、今となっては誤りだと考えられているものは数多い。その上、科学史から明らかなように、経験的に正しいとされている理論でも、知覚不可能な要素については本当には実在しないと考えられている場合が多いのである。例えば静的電子の流出理論(effluvial theory of static electricy)は経験的に正しいと思われているが、この理論の中心的な要素は知覚不可能であって、後年現れた別の理論にとって代えられている。これに対して実在論者は、科学知識には進歩がつきものなのだから、個々の実在主義的理論がより良い（やはり実在主義的な）理論にとって代えられるのはむしろ望ましいことであり、まして知覚不可能で理論にとって余計な要素が除かれるなら、それに越したことはない、と考える。例えばアインシュタインの特殊相対性理論は、エーテルの概念が必要なくなったのは、それが力学や電磁気学といった理論の成功に一切貢献しなかったからだ、ということを明らかにした。他方で、理論が変化しても、原子概念のように有用な概念であれば退けられず、新しい理論の中に何らかの仕方で統合される。
また社会構築主義の論者も、科学的実在論の立場に立つ限り、科学革命の時期に起こる科学知識の急激な変化は説明できないと批判している。また社会構築主義者は、理論の正しさは社会的構築の一環に過ぎないとも述べている。しかしながら、この議論では多くの科学者は実在論者ではないということが忘れられている。実際、科学革命のもっとも顕著な例ともいえる1920年代の量子力学の発展の時期に科学哲学の主要思潮だったのは論理実証主義だった。一種独特な実在論者だったデイヴィッド・ボームの定式化した量子力学のいわゆるボーム解釈は、古典的物理学の諸概念に対してこれほどの革命的な亀裂を産み出すことはなかった。
科学的実在論への批判の別の例としては、決定不全性(en:underdetermination)の問題から派生したものがある。これは歴史的に見て他の批判ほど声高に主張されたわけではない。この批判によれば、観察されたデータは、相互に相容れない複数の理論によって基本的に説明できるのだから、実在論流の理論観は誤りと言える。実在論者側からの反論としては、科学史において決定不全性テーゼが指摘されたケースは数少ないということが指摘される。通常の場合データの説明に要求される要件は非常に厳しいので、科学者がこの要件を満たす理論をわずか一個さえ見つけることは難しい。また、決定不全性テーゼを文字通りに受け取るなら、我々は直接に観察したものしか知ることができなくなる。例えば、化石を証拠として恐竜がかつて生きていたことを理論的に証明することはできない。なぜなら、同じデータをもとにして他の理論（例えば化石がよくできた捏造であるといったもの）を立てることができるからである。実在論者の主張では、理論の選択にあたっては、経験的に適合するということに加えて、オッカムの剃刀のような他の規準も必要である。

## 対立する立場
対立する立場の一つに道具主義がある。道具主義は、「科学的な概念は、単に説明や理解のための道具に過ぎず、観察可能な現象の背後にある観察不可能な隠れた実在の真の姿は知り得ない」と主張する立場。現在の物理学者に対して「電子は存在するのか、波動関数は実在するのか」といった存在論的な問いを発した際に受ける最もよく見られる受け答えは、この道具主義の立場に基づくものである。

## 科学的実在論の位置づけ

### 戸田山による位置づけ
科学的実在論を擁護する戸田山和久は、著書『科学哲学の冒険』(150P)の中で、“独立性テーゼ”と“知識テーゼ”という用語を創出し、それらを分類基準として様々な関連する立場を分類している。“独立性テーゼ” とは「わたしたち人間の認識活動とは独立して、世界の存在や秩序があるはずだ」という主張。“知識テーゼ” とは「世界に存在するものや、それを統べる秩序について、私達は正しく知ることができるはずだ」という主張。この二つの主張をそれぞれ認めるか認めないかを基準にし、関連する立場を次のように分類した。
|                |          | 知識テーゼを                   | 知識テーゼを                                    |
| 認める         | 認めない |                                |                                                 |
| -------------- | -------- | ------------------------------ | ----------------------------------------------- |
| 独立性テーゼを | 認める   | 広義の実在論                   | 広義の実在論                                    |
| 独立性テーゼを | 認める   | 科学的実在論                   | 反実在論 （操作主義、道具主義、構成的経験主義） |
| 独立性テーゼを | 認めない | 観念論 （独我論） 社会構成主義 |                                                 |

### 諸論が対立する背景
科学的概念に関する以上のような対立が生まれる背景には、現在の理論物理学のモデルの中に、電子や波動関数といった、日常感覚から言えばかなり奇妙な性質をもつ対象が頻繁に登場する、という事情がある。例えば電子には大きさがないかもしれない、と考えられている。
こうしたかなり特殊なありかたで記述される種々の物理学上の概念に出会ったとき、実際にそうした対象が普通の意味で存在しているのか、という点について、人によって意見が分かれることになる。

### 普通の人間の立場
ちなみに普通の人間の取っている立場は、厳密な意味では上記の分類のどこにも位置づけられない。普通の人間は、目の前に机が見えれば、「あ、机があるな」と素朴に考えるが、いちいち、「本当に机は存在しているのだろうか？」「実際に目に映るこのような形で、机は実在していると考えていいのか？」といったややこしい事は考えない。こうした普通の人間が日常生活を送る上で前提にしている存在に関する態度は、科学哲学の世界では素朴実在論と呼ばれており、
上の表の中で、素朴実在論の立場に一番近いものをあえて選ぶなら、科学的実在論が最も近い。
ちなみに、どんな突飛な存在論的主張をしている哲学者であっても、日常生活を送る上では、素朴実在論に基づいた行動を取っており、例えば車にひかれそうになったなら、「本当に車は私に向かってきているのか？」などと問うこともなく、急いで逃げだす、などがその例である。

## 関連文献
日本語のオープンアクセス文献
- 伊勢田哲治 「科学的実在論はどこへ向かうのか」 Nagoya Journal of Philosophy Vol. 4 (2005) pp. 35-50.
- 三浦謙 「科学的実在論は維持できるか」 科学基礎論研究 Vol.20, No.4 (1992) pp.219-224
- 村上陽一郎 「科学的実在論について」 科学基礎論研究 Vol.19, No.4 (1990) pp.157-160
- 吉田伸夫 「科学は《実在》の尻尾を捉えられるか」 科学基礎論研究 Vol.20, No.1 (1990) pp.9-14
- 渡辺博 「科学における「実在」の意味を尋ねて」 科学哲学 Vol.22 (1989) pp.27-38